# Università del Surrey
L'Università del Surrey è un'università britannica situata a Guildford, nella contea di Surrey, Sud Est dell'Inghilterra. In passato, l'istituto era un politecnico.

## Storia

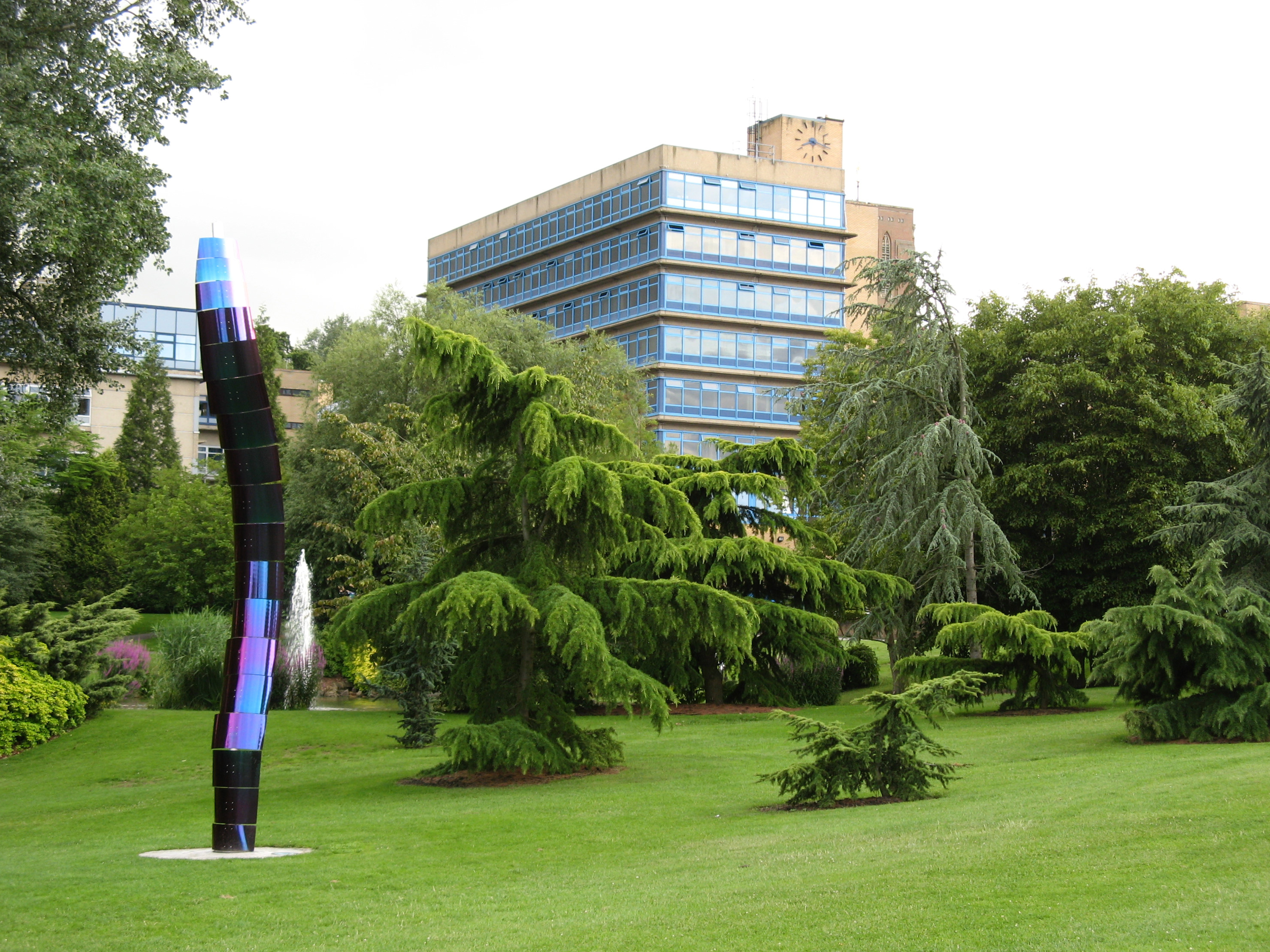
Scorcio del campus principale

L'Università del Surrey è stata preceduta dal Politecnico di Battersea, istituto fondato nel 1891 con l'obiettivo di permettere l'accesso all'istruzione superiore alle famiglie meno abbienti. I piani di studio prevedevano discipline scientifiche e tecnologiche.
Nel 1956 l'ateneo venne rinominato "Istituto tecnologico di Battersea". Verso gli inizi degli anni '60 fu deciso di trasferire l'istituto universitario a Guildford dove, nel 1965, venne acquistato un grande terreno da edificare. Nel 1966 l'Università del Surrey ricevette il regio decreto legge e negli anni '70 il trasferimento venne completato.

## Struttura
L'università è organizzata in quattro facoltà:
- Arti e scienze umane
- Diritto, economia e commercio
- Ingegneria e scienze matematiche, fisiche e naturali
- Scienze mediche e della salute

L'università dispone di due campus: il principale è situato vicino al centro di Guildford, adiacente alla cattedrale dello Spirto Santo, il secondo ospita gli alloggi degli studenti, le strutture sportive e altri edifici accademici.